# Jokichi Ikarashi
Jokichi Ikarashi (japanska: 五十嵐 丈吉; Ikarashi Jōkichi), född 26 januari 1902 i Niigata, död 23 juli 2013 i staden Sanjō i Niigata, var en japansk lantbrukare och den äldsta levande japanske mannen sedan Jiroemon Kimuras död den 12 juni samma år. Han antogs även vara världens äldsta levande man från den cirka fyra månader äldre kanadens-amerikanen James McCoubreys död 5 juli innan senare forskning visade att spanjor-amerikanen Salustiano Sánchez (som avled i september samma år) var äldre än både Ikarashi och McCoubrey (innan dess antogs den äldsta mannen efter Ikarashis död vara italienaren Arturo Licata, som dock blev den äldsta mannen efter Sánchez död).
Ikarashi arbetade inom lantbruket innan han pensionerade sig. Han hade varken skadat sig allvarligt eller varit allvarligt sjuk under sitt liv utom när han vid 91 års ålder föll från ett träd och bröt vänster fot. Han njöt av sång, åt tre måltider om dagen och undvek tobak och alkohol (vilket enligt honom själv var orsaken till hans långa liv). Under sin tid som Japans äldsta levande man var han mest sängliggande. 
Ikarashi avled av lunginflammation på ett vårdhem i Sanjō 23 juli 2013, 111 år och 178 dagar gammal. Den äldsta levande japanske mannen blev då den cirka ett år yngre Sakari Momoi som senare även blev världens äldsta levande man.